# Dietmar Gottschall
Dietmar Gottschall (* 14. Juli 1938 in Berlin; † 26. Februar 1997 in Nienburg/Weser) war ein deutscher Journalist und Fotograf.

## Werdegang
Nach dem Studium der Volkswirtschaft und Psychologie in Frankfurt und Münster, begann seine journalistische Laufbahn 1970 beim Wirtschaftsmagazin Capital in Köln. Von 1972 bis 1984 war er festes Mitglied der Redaktion des Manager Magazins in Hamburg und prägte die Entwicklung und den Stil des Magazins entscheidend mit. Als einer der ersten Journalisten in Deutschland spezialisierte sich der Psychologe auf besondere Themen und berichtete über psychologische und menschliche Aspekte des Arbeitslebens. Mit diesem Fachwissen und dieser Spezialisierung machte er sich in der „Szene“ bald einen Namen.
1984 wurde Gottschall als Chefredakteur zum neu gegründeten Magazin „Management Wissen“ nach München gerufen und leitete die Redaktion bis zur Einstellung des Magazins im Jahre 1987. Als freier Journalist arbeitete er seitdem weiterhin für das Manager Magazin und andere Medien in Deutschland. Außerdem trat Gottschall auch 1987 und 1994 als Autor zweier Bücher in Erscheinung. Im Jahre 1997 starb Gottschall in der Heimat seiner Eltern an den Folgen einer Krebserkrankung.
Neben seiner Arbeit als Journalist war Dietmar Gottschall ein Fotograf und Kunstliebhaber. So sammelten sich auf seinen Reisen durch Deutschland, Europa und den USA in Jahrzehnten ca. 20.000 meist schwarzweiße Fotografien an, die er zu Lebzeiten als Buch veröffentlichen wollte. Gottschalls Sohn Juri (* 1979 in Hamburg) vollendete das Werk des Vaters im Jahre 2010 mit der Veröffentlichung eines Bildbandes. Außerdem sind Gottschalls schwarzweiß-Fotografien seitdem in Museen, Galerien und Institutionen rund um die Welt zu sehen. Seine Bilder zeigen den Alltag und das Leben der Sechziger- bis Achtzigerjahre. Neben Motiven aus Deutschland (insbesondere Hamburg) beinhaltet das Archiv auch zahlreiche Motive aus Irland, England und den USA.

## Werke
- 1987: Management optimal
- 1999: Die Meister des modernen Managements
- 2010: Deutsche Bilder (postum)